# Б'янкі (герб)
Б'янкі (пол. Bianki, Bianchi) — шляхетський герб, різновид герба Лис з індигенату.

## Опис герба
Опис згідно з класичними правилами блазонування:
В червоному полі срібна стріла без правої половини наконечника, в нижній частині розривається, двічі перетинається. 
В клейноді над шоломом в короні п'ять пір'їн страуса. Намет червоний, підбитий сріблом.

## Історія
Герб затверджений індигенатом в 1662 році Яцкові Б'янкі.